# Ланкастер, Келвин
Келвин Джон Ланкастер (англ. Kelvin John Lancaster; 10 декабря 1924, Сидней — 23 июля 1999, Нью-Йорк) — американский экономист австралийского происхождения. Ветеран Второй мировой войны.

## Биография
В Сиднейском университете получил степени бакалавра наук и искусств (в 1948 и в 1949 году соответственно) и степень магистра искусств (1952). В 1953 году поступил в докторантуру Лондонского университета, где получил степень доктора философии в 1958 году.
Преподавал в Лондонской школе экономики, университете Джонса Хопкинса и Колумбийском университете.